# 조지프 퓰리처

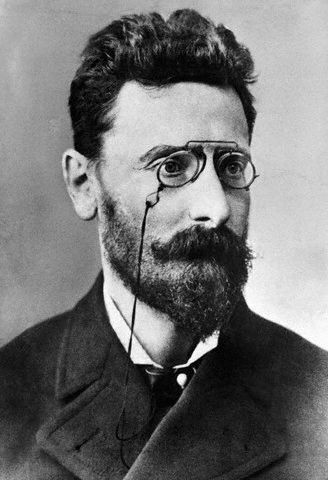
조지프 퓰리처

조셉 퓰리처(영어: Joseph Pulitzer, 1847년 4월 10일 ~ 1911년 10월 29일)는 미국의 언론인이자 신문 경영자이다.

## 생애
헝가리 머코 출생으로 출생 당시에는 풀리체르 요제프(헝가리어: Pulitzer József)로 불리었다. 1864년 미국으로 이주하여 남북 전쟁 때 돈을 벌기 위해서 북군의 기병대에 참가하였고 1867년 미국에 귀화하였다. 1868년 ~ 1873년 세인트루이스에서 《웨스틀리체 포스트》의 기자가 되었으며, 이때 정계에도 진출하여 1869년 미주리주 의원이 되었다. 1878년 《세인트루이스 디스패치》를 사들여 《이브닝 포스트》와 합병한 뒤 《포스트 디스패치》로서 창간하였고 이어 1883년 경영이 부진한 《뉴욕 월드》를 사들여 뉴욕으로 진출하였다. 다시 1887년부터는 석간 신문 《이브닝 월드》를 발행하였고 또 다른 언론 재벌 윌리엄 랜돌프 허스트의 《저널 아메리칸》과 경쟁하며 옐로저널리즘이란 악명을 남겼다.
그 사이 1884년 건강을 해쳐 시력 감퇴와 신경쇠약으로 시력을 거의 잃었다.

## 자유의 여신상받침대 모금 운동
1884년, 조지프 퓰리처는 미국 하원 의원 선거에서 뉴욕주 대표 후보로 출마해 당선되었는데, 그가 하원 의원으로서 활동을 펼칠 때인 1885년에 프랑스가 미국 독립 100주년을 기념하기 위한 차원에서 자유의 여신상을 미국으로 보내기로 했지만, 그 당시 미국 정부의 재정 상태가 바닥난 상태였기 때문에 여신상의 받침대 비용을 마련할 방법이 없어 난감한 처지에 있었다. 조지프 퓰리처는 그의 신문사 뉴욕 월드를 통해 모금 운동을 펼쳐 10만 달러가 넘는 기부 성금이 모여졌으며, 1886년 10월 29일에 뉴욕 항구에 자유의 여신상이 세워지게 되었다.

## 퓰리처상
1903년 컬럼비아 대학에 신문학과를 개설할 때는 저널리스트 교육을 위한 기금으로 2만 2천 달러를 기부하였다. 사후 그의 유언에 따라 1917년 퓰리처상이 제정되었다.

## 역대 선거 결과
| 선거명      | 직책명                    | 대수 | 정당   | 득표율 | 득표수   | 결과 | 당락                 |
| ----------- | ------------------------- | ---- | ------ | ------ | -------- | ---- | -------------------- |
| 1884년 선거 | 하원의원 (뉴욕 제9선거구) | 49대 | 민주당 | 63.90% | 15,518표 | 1위  | 뉴욕주 하원의원 당선 |

## 참고 자료
- 이 문서에는 다음커뮤니케이션(현 카카오)에서 GFDL 또는 CC-SA 라이선스로 배포한 글로벌 세계대백과사전의 내용을 기초로 작성된 글이 포함되어 있습니다.